# Бытовой робот
Бытовой робот или Домашний робот — робот, предназначенный для помощи человеку в повседневной жизни. Бытовые роботы получили широкое распространение, например робот-пылесос, робот-газонокосильщик и т.д.
Футурологи предполагают широкое распространение домашних роботов  в обозримом будущем. 
В 2007 году Билл Гейтс опубликовал статью «Робот в каждом доме» о значительном потенциале роботов (включая домашних или бытовых роботов) для социума.
По прогнозам Международной федерации робототехники (International Federation of Robotics) на 2016—2019 годы, продажи бытовых роботов должны значительно вырасти и составить 31 млн шт., роботизированных игрушек — 11 млн шт., по сравнению с 3,7 млн шт и 1,7 млн шт, соответственно, на 2015 год.

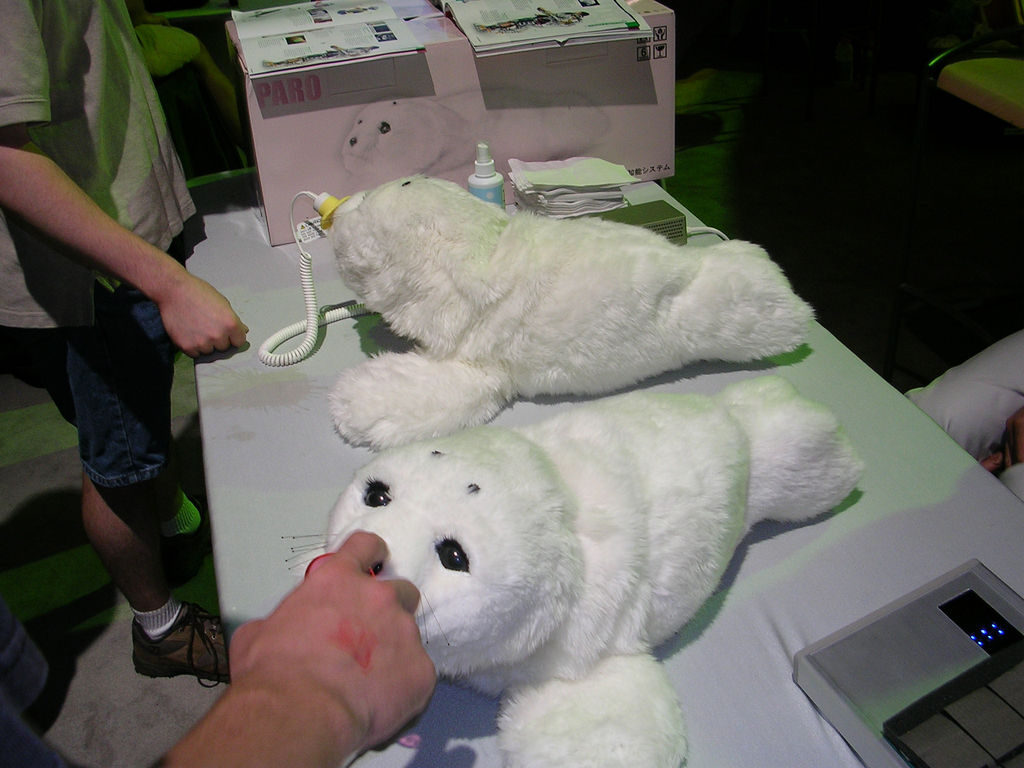
Робот Паро

Главное предназначение социального робота — взаимодействие с людьми. Множество таких роботов, как, например, Вакамару производства фирмы Мицубиси, разработаны для оказания помощи престарелым людям и людям с ограниченными возможностями. Паро — терапевтический робот в виде детёныша гренландского тюленя который используется в домах престарелых для оказания успокаивающего эффекта у пациентов.
Роботы телеприсутствия позволяют человеку с помощью ноутбука и подключения к Интернету находиться в нужном месте, взаимодействовать с объектами и людьми, имитируя собственное присутствие. Роботы JIBO и ConnectR оснащены функцией телеприсутствия и могут использоваться в повседневной жизни.

## Разновидности бытовых роботов
- Робот-пылесос, робот для мытья пола.

- Кухонные роботы, такие как кухонный комбайн.
- Роботы-дворецкие.

Как правило, речь идет о мобильном или голосовом интерфейсе к программе управления тем или иным функционалом «умного дома». Впрочем, функциональность дворецкого могут быть шире, включая, например, обязанности персонального робота (робота-компаньона, робота-помощника и т. п.). 
- Роботы для стрижки газонов и подрезки кустов.
- Роботы для мойки стекол.
- Многофункциональные уличные роботы.

В 2016 году появился первый уличный бытовой робот, способный выполнять несколько разнородных операций — стричь газон, собирать листья и убирать снег. 
- Роботы для чистки бассейнов.

Это уже не экзотика. Различают два основных типа роботов для бассейнов — простейшие умеют лишь плавать по поверхности бассейна, собирая всякий мелкий мусор, который так любит попадать в бассейн. Более сложные модели способны излазить прямо под водой дно и стенки бассейна и постараются отчистить их от загрязнений. 
- Роботы-чемоданы.

Устройство для автоматизированного перемещения (перевозки) вещей в поездках. Как правило, обладает следующими возможностями: вмещает несколько десятков килограммов багажа (до 15-30 кг); способно самостоятельно двигаться за «хозяином», ориентируясь на сигнал карманного радиомаячка; при потере сигнала включает громкие звуковые сигналы; благодаря цифровой камере и набору сенсоров способно находить путь в толпе людей, не сталкиваясь с ними, не падая с неогороженных площадок или лестниц. 
- Роботы и охрана дома / квартиры

Существуют охранные роботы различного назначения. Есть охранные роботы, предназначенные для охраны квартир и домов, а также такие, которые могут охранять также прилегающую к дому территорию. Мобильные и фиксированные. Например, роботы компании iCamPro Deluxe (располагаются на потолке как камеры наружного наблюдения) способны говорить, имеют систему опознавания лиц и обзор 360 град., а также мобильно реагируют на действия взломщика. Мобильный робот компании RAMSEE предназначен для патрулирования помещений. При передвижении использует лазеры и инфракрасные камеры для сканирования окружающего пространства, передает данные в режиме реального времени о возникновении движения, уровне тепла, влажности, присутствия дыма или газа.